# Minimoog

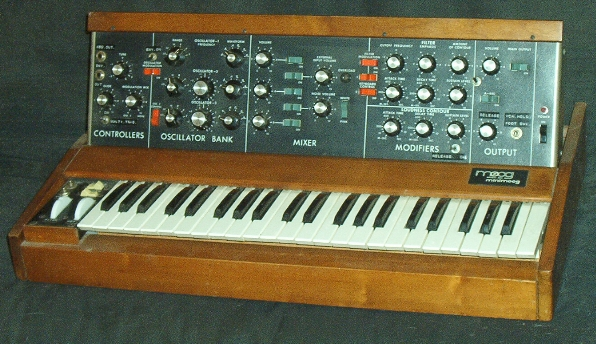
Minimoog Model D

Minimoog je nejznámější nástroj z rodiny Moogových syntezátorů, zkonstruovaný Robert Moogem a Billem Hemsathem podle požadavků rockových a popových hudebníků. Nástroj byl představen roku 1970, vyráběl se od roku 1971 do počátku 80. let.
Jedná se o první syntetizér Moog, který nemá modulární strukturu. Je to monofonní analogový syntetizér kompaktní konstrukce, který je přenosný a snadno ovladatelný. Je proto vhodný pro koncertní použití.

## Příklady použití
- Funkadelic, Parliament používali MiniMoog, který pomohl dotvořit jejich P-Funk sound.
- Manfred Mann's Earth Band používali MiniMoog k dotvoření jejich typického soundu
- kapela Devo použilo MiniMoog do písní jako „Mongoloid“ (1977) či „Jocko Homo“ (1976)
- revoluční album Autobahn (1974) od skupiny Kraftwerk použilo minimoog syntezátor

## Hudebníci a kapely využívající Minimoog
- Chick Corea
- Devo
- Michael Jackson
- Shooter Jennings
- Keith Emerson
- Rick Wakeman
- Yes
- Tony Hymas
- Gary Numan
- Phil Collins
- Jeff Beck
- Paul Hardcastle
- Manfred Mann
- Gary Numan
- Mother Mallard
- Jean-Michel Jarre
- PFM (Premiata Forneria Marconi)
- Jean Ven Robert Hal
- Edgar Froese
- Passport
- Klaus Schulze
- Kraftwerk
- Vangelis
- The Zodiac
- Jazz Q